# Helme socken
Helme socken (estniska: Helme kihelkond, tyska: Kirchspiel Helmet) var en socken i Fellins krets i Guvernementet Livland. Socknens kyrkby var Kirikuküla, söder om Helme.